# Лифостротон

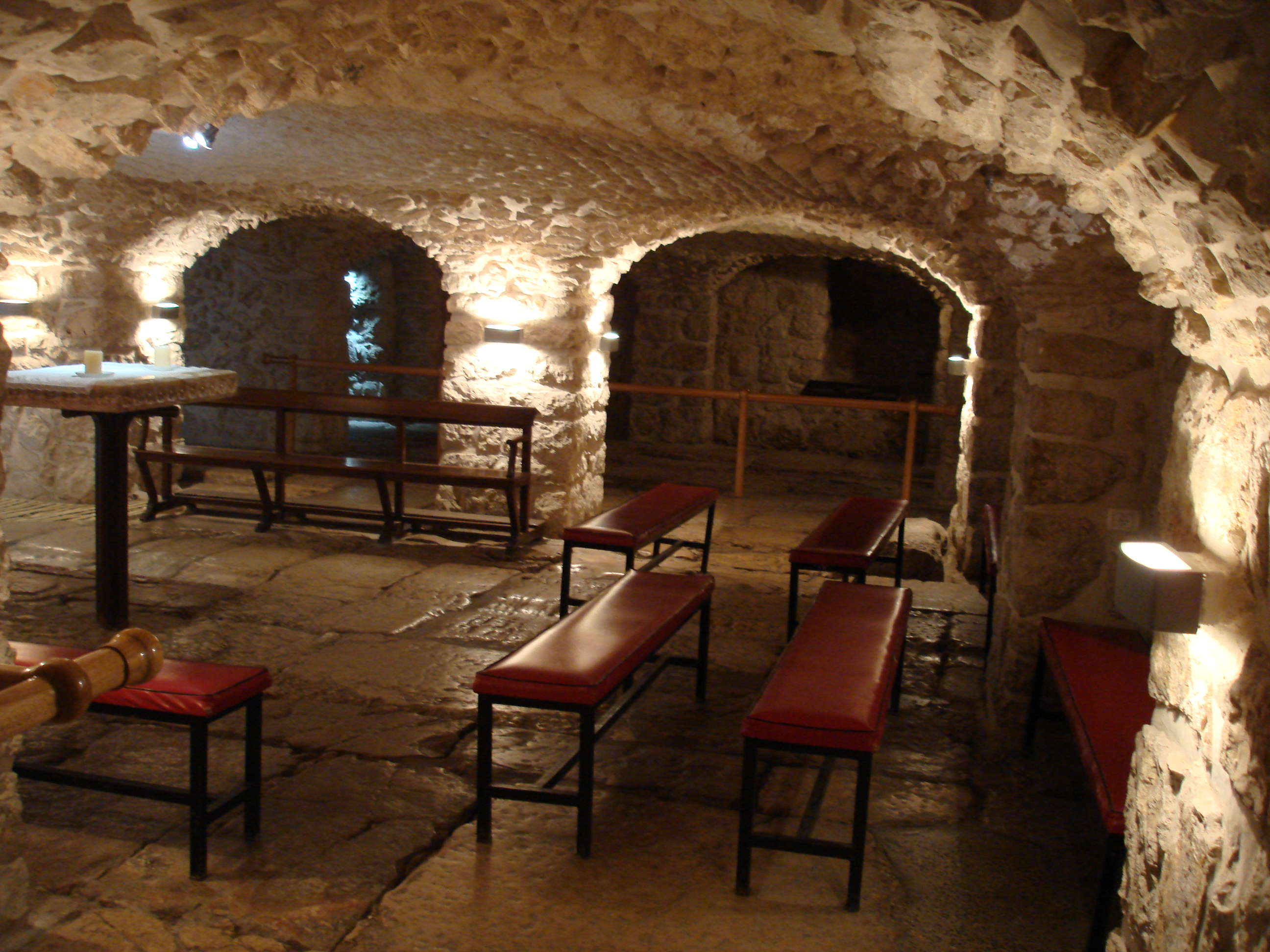
Традиционный Лифостротон

Лифострото́н (греч. Λιθόστρωτον, арам. גבתא — Гаввафа) — каменный помост в Иерусалиме, на котором, согласно Евангелию от Иоанна, Понтий Пилат судил Иисуса Христа (Ин. 19:13). Также считается, что на нём Иисус Христос пострадал от римских солдат перед осуждением на смерть.
Традиционным местом Лифостротона является помещение под католическим монастырём Сестёр Сиона (Эссе Хомо), находящийся около разрушенной крепости Антония, рядом с Храмовой горой, в начале Виа Долорозы — Крестного пути Иисуса Христа. Помост был обнаружен в 1857 году. Датируется II веком н. э. и считается площадью (мостовой) времён императора Адриана. При этом, возможно, плиты существующего помоста были использованы из более раннего помоста.
Традиционную точку зрения, что помост под монастырем Сестёр Сиона является Лифостротоном, разделяли такие учёные, как Луи Венсан, Уильям Олбрайт, Джек Финеган.
В настоящее время ряд учёных считают, что Лифостротон, наиболее вероятно, находился около дворца Ирода (башни Давида) у Яффских ворот, и это мнение среди них на сегодняшний день является консенсусным.

## Описание традиционного Лифостротона

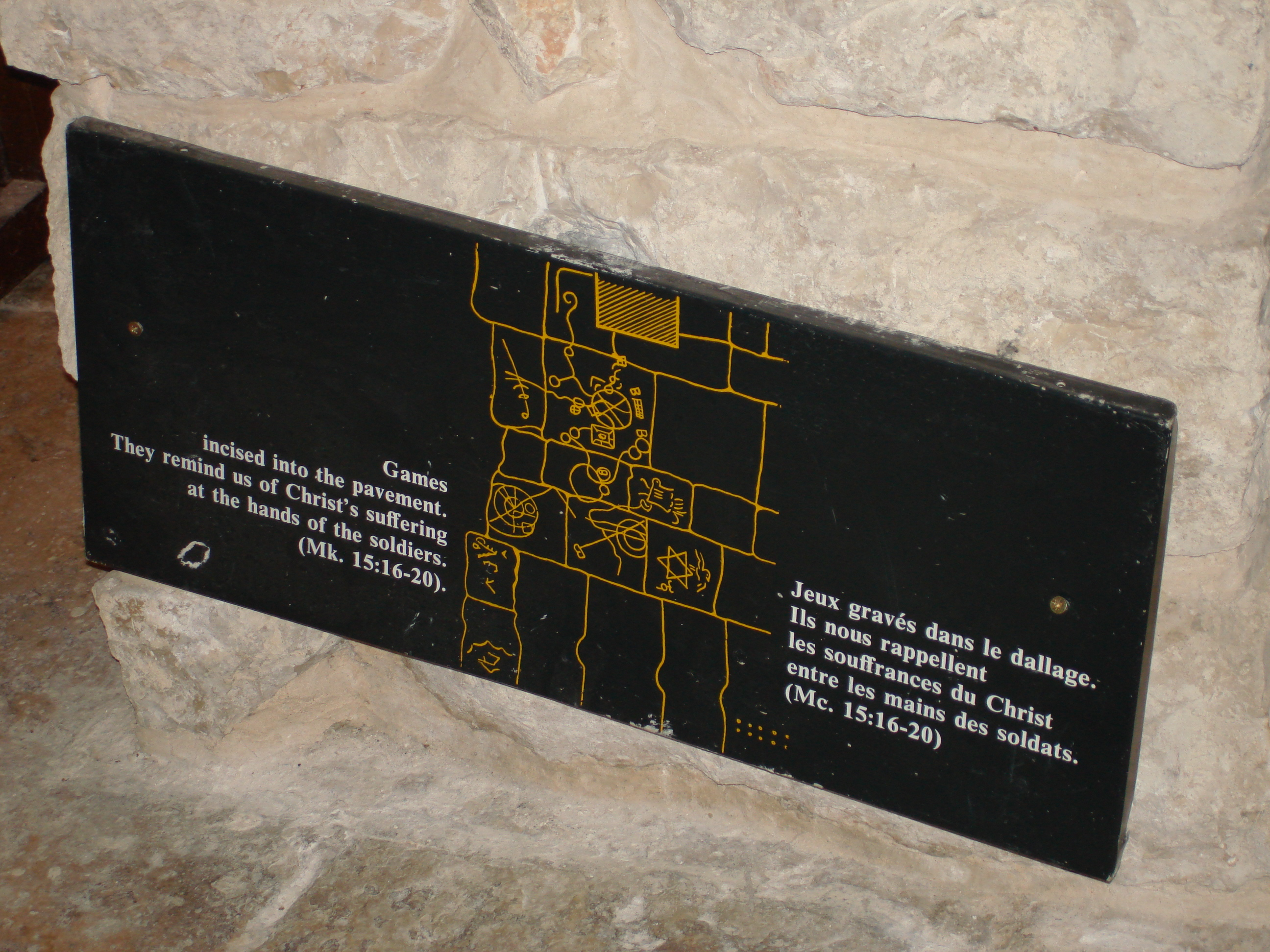
Дощечка с изображением рисунка на плитах. В центре изображена корона, над ней – буква B.

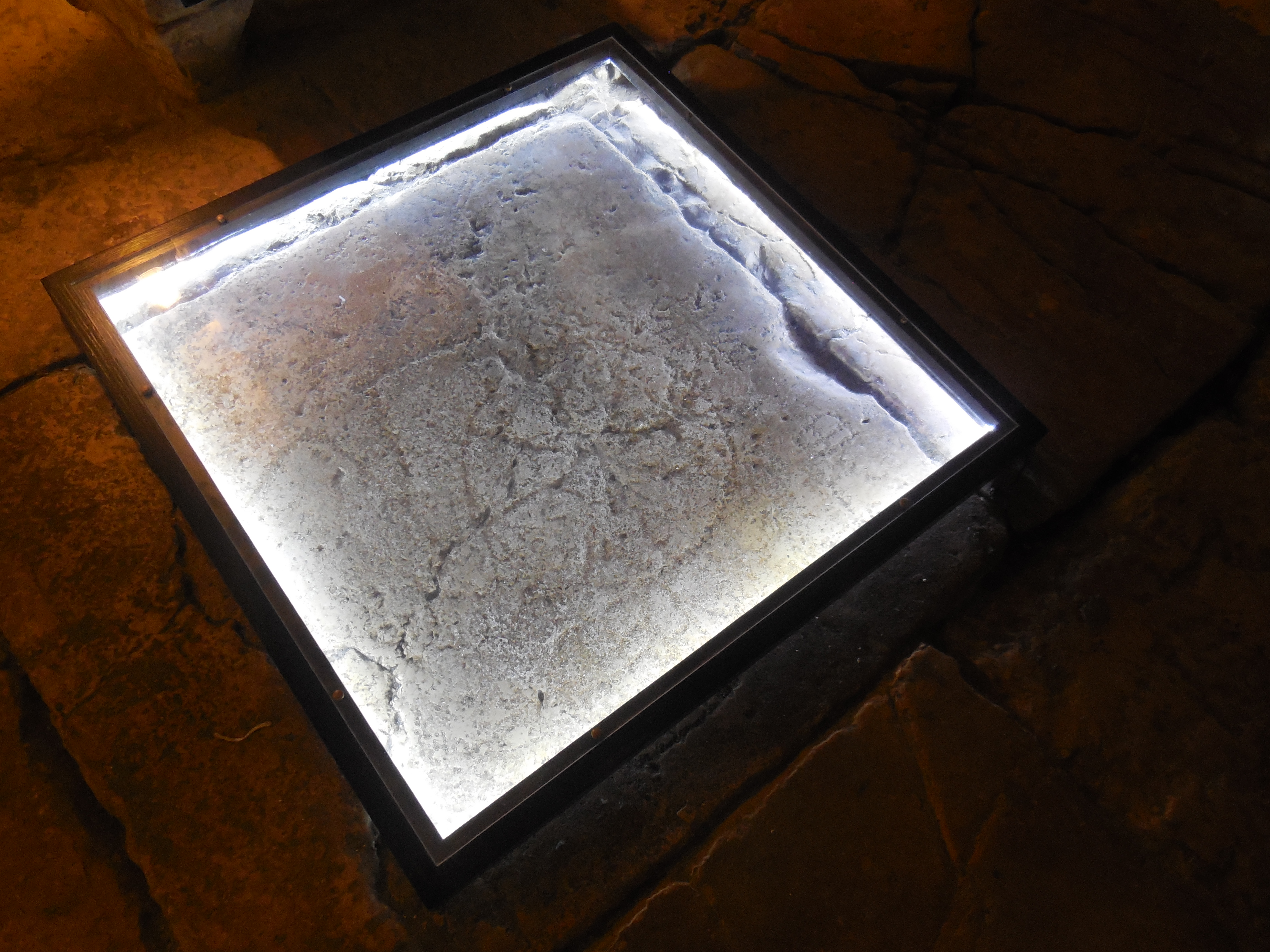
Изображение «игры в царя»

Помост под монастырем Сестёр Сиона имеет размеры около 1500 м² и состоит из метровых каменных плит. На плитах сохранились полоски и желобки для стока дождевой воды.  
На одной из плит изображены принадлежности так называемой «игры в царя». Согласно этой игре, римские солдаты выбирали одного из заключённых, одевали его в багряницу, напоминающую царскую порфиру, на голову надевали шутовскую корону, а в руки вместо скипетра давали палку. Затем его казнили. На рисунке на плите видна корона, меч и греческая буква «бета» — начальная от слова «Василевс» — царь.